# زيما (مشروب)
زيما عبارة عن مشروبات كحولية صافية وخفيفة الكبريت يتم تصنيعها وتوزيعها بواسطة شركة كورس، تم تقديمه في عام 1993، وتم تسويقه كبديل للبيرة، كمثال على ما يشار إليه غالبًا باسم مبرد، حيث يحتوي على 4.7-5.5٪ من الكحول من حيث الحجم، توقف إنتاجه في الولايات المتحدة في أكتوبر 2008، لكن المنتج لا يزال يتم تسويقه في اليابان، في 2 يونيو 2017، أعلنت شركة مولسون كورز عن إصدار محدود من زيما للسوق الأمريكية، تم بيع المشروبات مرة أخرى في الولايات المتحدة في صيف عام 2017 وصيف عام 2018، ولم يعود في عام 2019.

## التاريخ
زيما تعني "الشتاء" باللغات السلافية، ديفيد بلايك، في معجم العلامة التجارية، العمل مع اللغوي الروسي للشركة جاء بهذا الاسم. تم إطلاقه على المستوى الوطني في الولايات المتحدة باسم زيما (مشروب) عام 1993 بعد اختباره قبل عامين في مدن ناشفيل وساكرامنتو وسيراكيوز، كان مشروب الليمون الحامض جزءًا من "الهوس الواضح" في التسعينيات الذي أنتج منتجات مثل كريستال بيبسي الشعارات المستخدمة في الإعلانات المبكرة لزيما مشروب كحولي فريد حقًا" و "شيء مختلف".

عرضت زيما بديلاً عن فئة مبردات النبيذ الناجحة آنذاك، وأصبحت ذات شعبية كبيرة، أنفق كورس 50 مليون دولار على تسويق زيما في عامه الأول، وأقنع ما يقرب من نصف من يشربون الخمر الأمريكي بتجربته، ذكرت مجلة براندويك أنه في ذروة زيما في عام 1994، تم بيع 1.2 مليون برميل من المشروبات، في البداية كانت شعبية لدى الشابات، بذلت كورس أول محاولة لجذب الشباب للعلامة التجارية في عام 1995 من خلال تسويق زيما الذهب (مشروب كهرماني اللون وعد «بتذوق البوربون»)، كان المشروب غير شعبي واختفى من أرفف المتاجر خلال العام.
في وصفه لموت زيما الطويل البطيء والمتعذب، استشهد الكاتب بريندان كورنر بسمعة زيما المتصورة كمشروب «جرلي مان» واستخفافه المستمر بالمضيف التلفزيوني في وقت متأخر من الليل ديفيد ليترمان، ذكرت صحيفة شيكاغو تريبيون أنه طُلب من الموزعين تخزين «مشروبات كحولية تحتوي على سباركس على رفوف متاجر البيع بالتجزئة لتعويض غياب زيما».
في أواخر عام 2000، تم تسويق المشروبات بثلاثة نكهات إضافية: الحمضيات واليوسفي والأناناس، بالإضافة إلى ذلك، تم تسويق نكهات التفاح والتفاح الأخضر أيضًا، في 20 أكتوبر 2008، أعلنت شركة مولسون كورز أنها قد أوقفت إنتاج زيما في الولايات المتحدة، واختارت بدلاً من ذلك التركيز على المشروبات «الضارة»، لا تزال زيما تباع وتسويقها في اليابان.

في فبراير 2017، أعلنت شركة مولسون كورز أنها تجري مفاوضات لإعادة زيما إلى السوق الأمريكية، في 2 يونيو، 2017، تم الإعلان عن إصدار زيما المحدود ابتداءً من 4 يوليو.